# Petra Diamonds
Petra Diamonds ist ein Diamentenproduzent mit Sitz in der Steueroase Jersey. Das 1997 von Adonis Pouroulis gegründete Unternehmen hat fünf Bergwerke von de Beers übernommen.
2015 wurden 17,1 Mio. t Erz abgebaut, aus denen 3,2 Mio. Karat (640 kg) Diamanten gewonnen wurden. Derzeit exploriert Petra Diamonds in der Kalahari in Botswana und bei Reivilo in der Nähe der Grube Finsch.

## Bergwerke
- Diamantbergwerk Finsch, Nordkap, Südafrika
- Premier (Cullinan), Gauteng, Südafrika
- Koffiefontein, Free State, Südafrika
- Kimberley Underground, Südafrika
- Williamson, Tansania